# Psalter van Jean de Berry

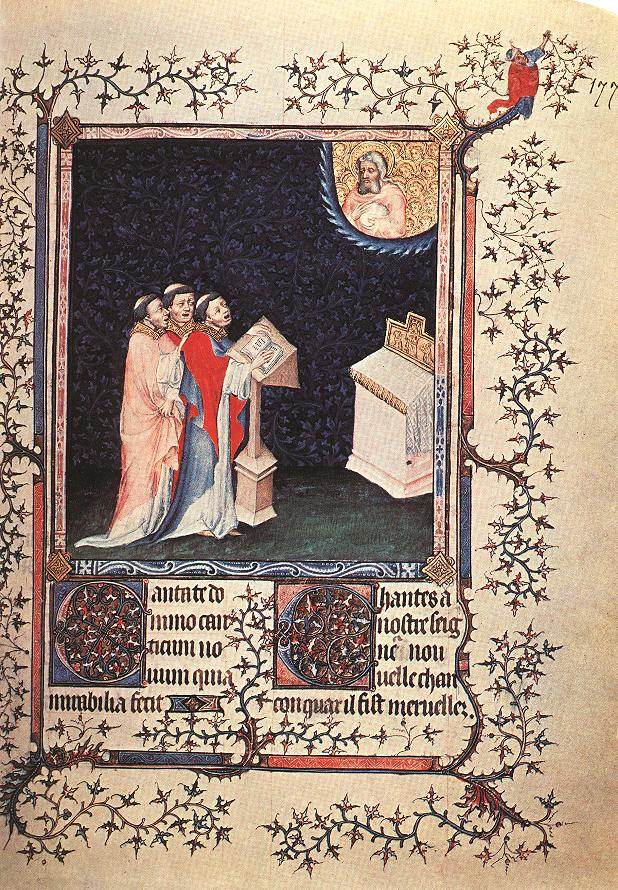
Cantate Domino, Psalter van Jean de Berry

Het psalter van Jean de Berry is een psalter uit het laatste kwart van de 14e eeuw. Het werd verlucht door André Beauneveu, de Pseudo-Jacquemart en Jacquemart de Hesdin tussen 1380 en 1400. Het wordt bewaard in de BnF onder het nummer Français 13091.

## Beschrijving
Het handschrift bevat 272 perkamenten folia van 250 × 175 mm. Uit de custoden blijkt dat het eigenlijke psalter van folium 31 recto tot folium 272 verso bestaat uit 29 katernen van telkens 4 dubbelbladen, hetzij 8 folia en een laatste katern van 10 folia. Vooraan zijn er twee schutbladen in perkament en vier in papier, achteraan zijn er 8 lege folia waarvan eveneens vier uit papier. Voor het eerste gedeelte van het handschrift kan het aantal katernen niet afgeleid worden uit de custoden maar in analogie naar het psalter gedeelte gaat het waarschijnlijk om 3 katernen van 8 folia.
Het psalter is geschreven in twee kolommen van 22 lijnen, links in het Latijn en rechts in het Middelfrans. Het tekstblok is 150 x 102 mm groot, het luxueuze formaat getuigt volgens de BnF van een prinselijke opdrachtgever. De tekst is geschreven met zwarte inkt in een gotische textura formata. De litanie is volledig in het Latijn en heeft geen Franse vertaling.
Het eigenlijke psalter wordt voorafgegaan door 12 groepen van twee miniaturen die telkens op de verso zijde en recto zijde tegenover elkaar staan. De folia zijn aan de achterzijde van de miniatuur blanco gelaten. Deze miniaturen zijn bijna paginagroot (18 van de 22 lijnen) en worden gevolgd door een tekst geschreven in goudinkt. Aan de verso zijde wordt er telkens een profeet uit het Oude Testament afgebeeld met in de tekst de tekst van zijn profetie. Tegenover de profeten vinden we de twaalf apostelen uit het Nieuwe Testament met telkens een zin uit de geloofsbelijdenis van de apostelen. Deze 24 miniaturen zijn allemaal in semigrisaille en zouden van de hand van André Beauneveu zijn.
In het eigenlijke psalter zijn er nog er nog acht grote miniaturen, zes van de hand van de zogenoemde Pseudo-Jacquemart (f31r -16l, f63r-17l, f85r-17l, f153r-17l, f177r-17l en f201r-17l) en 2 van de hand van Jacquemart de Hesdin (f106r-18l en f127r-16l).

## Geschiedenis
Volgens Léopold Delisle werd het boek besteld door de hertog of was het alleszins van bij het begin voor hem bestemd. De litanie op folium 270 verso bevat de heiligen die typisch zijn voor Bourges zoals Guillermus, Vursine, Ausregilise, Sulpicius etc. Op folium 1 verso vinden we de ex-libris van Jean de France, duc de Berry geschreven door zijn secretaris Jean Flamel, met de volgende tekst “Ce psautier qui est en latin et en françois est a Jehan, filz de roy de France, duc de Berry et d’Auvergne, conte de Poitou, d’Estampes, de Bouloingne et d’Auvergne”. Op f272v vinden we onderaan de handtekening van de hertog zelf.
Het handschrift werd in 1402 voor het eerst vermeld in een inventaris van de hertog opgesteld door Guillaume de Ruilly, die specifiek André Beauneveu noemde als de verluchter: “Item un psautier escript en latin et françois, tres richement enluminé, ou il a pluseurs ystoires de la main maistre André Beaunepveu, couvert d’un velluaul vermeil, a deux fremouers d’or esmaillez aus armes de monseigneur”. Ook in de inventaris die door Jean Lebourne werd opgesteld na het overlijden van de hertog in 1416 wordt het handschrift in gelijkaardige bewoording omschreven de waarde werd toen geschat op 100 “livre Tournois”.
Het handschrift verdwijnt spoorloos maar duikt in de 18e eeuw terug op en is dan in het bezit van een zekere R. Pelée die zijn naam op het achterste schutblad schrijft. In de loop van de 18e eeuw komt het handschrift in de Koninklijke bibliotheek terecht, zoals blijkt uit de stempel op f7r, die later zal opgaan in de Bibliothèque nationale.

## Inhoud
Het psalter bevat naast het eigenlijke psalmboek het Credo van de apostelen, de kantieken en de litanie. Een kalender en het officie van de doden, die dikwijls in psalmboeken voorkomen, ontbreken.

### Credo van de apostelen en profeten
- ff. 7v-8: Jeremia, Petrus
- ff. 9v-10: Koning David spelend op de harp, Andreas
- ff. 11v-12: Jesaja, Jacobus de Meerdere
- ff. 13v-14: Zacharia, Johannes
- ff. 15v-16: Hosea, Thomas
- ff. 17v-18: Zefanja, Jacobus de Mindere
- ff. 19v-20: Joël, Philippus
- ff. 21v-22: Malachias, Bartholomeus
- ff. 23v-24: Amos, Mattheus
- ff. 25v-26: Daniël, Simon de zeloot
- ff. 27v-28: Ezechiël, Judas Thaddeus
- ff. 29v-30: Micha, Matthias

### Psalter
Het psalter volgt strikt de volgorde van de psalmen in de Vulgaat. Het is door bijna volblad miniaturen onderverdeeld in 8 onderdelen. De miniaturen bevinden zich voor de psalmen 1, 26, 38, 52, 68, 80, 97 en 109. Dit is de liturgische of achtvoudige verdeling, zo genoemd omdat het in die verdeling was dat de psalmen gezongen werden door de seculiere geestelijkheid in de kathedralen en kapittelkerken. De psalmen werden op die manier ingedeeld om ze te bidden bij de metten op de weekdagen (1, 26, 38, 52, 68, 80 en 97) en bij de vespers (109) op zondagen.
f31r: Psalter deel 1: Ingeleid met een miniatuur van 16 lijnen hoog. De miniatuur toont koning David spelend op de harp. De tekst van de psalm begint met een initiaal van 4 lijnen hoog. Deze sectie bevat de psalmen 1 – 25 (nummering volgens de Vulgaat). Elke psalm begint met een versierde initiaal van 3 lijnen hoog, de versalen zijn versierde initialen van één lijn hoog. Hierop is één uitzondering, op folium 50 verso is de beginletter van vers 26 van psalm 17, 3 lijnen hoog.
Voor inhoudslijst zie de onderstaande tabel.
| Fol. | Nr.         | Incipit                   |
| ---- | ----------- | ------------------------- |
| f31r | Psalm 1     | Betaus vir                |
| f32r | Psalm 2     | Quare fremuerunt          |
| f33r | Psalm 3     | Domine quid multi         |
| f33v | Psalm 4     | Cum inuocarem             |
| f34v | Psalm 5     | Verba mea auribus         |
| f35v | Psalm 6     | Domine ne in furore       |
| f36v | Psalm 7     | Domine Deus meus.         |
| f38r | Psalm 8     | Domine dominus noster.    |
| f38v | Psalm 9     | Confitebor tibi Domine    |
| f42r | Psalm 10    | In Domino confido.        |
| f43r | Psalm 11    | Saluum me fac.            |
| f43v | Psalm 12    | Vsquequo Domine.          |
| f44r | Psalm 13    | Dixit insipiens in corde. |
| f45v | Psalm 14    | Domine quis habitabit     |
| f46r | Psalm 15    | Conserua me Domine        |
| f47r | Psalm 16    | Exaudi Domine iustitiam.  |
| f48v | Psalm 17    | Diligam te Domine.        |
| f50v | Psalm 17:26 | Cum sancto sanctus        |
| f52v | Psalm 18    | Celi enarrant.            |
| f54r | Psalm 19    | Exaudiat te Dominus.      |
| f54v | Psalm 20    | Domine in virtute.        |
| f56r | Psalm 21    | Deus Deus meus respice.   |
| f58v | Psalm 22    | Dominus regit me          |
| f59r | Psalm 23    | Domini est terra.         |
| f60r | Psalm 24    | Ad te domine leuaui.      |
| f61v | Psalm 25    | Iudica me Domine.         |

f62r: Psalter deel 2: Ingeleid met een miniatuur van 16 lijnen hoog. De miniatuur toont koning David, wijzend op zijn ogen ter illustratie van de psalmtekst van psalm 26: “De Heer is mijn licht …”. De tekst van de psalm begint met een initiaal van 6 lijnen hoog. Deze sectie bevat de psalmen 26 - 37.
Voor inhoudslijst zie de onderstaande tabel.
| Fol. | Nr.      | Incipit                    |
| ---- | -------- | -------------------------- |
| f62r | Psalm 26 | Dominus illuminatio mea.   |
| f65r | Psalm 27 | Ad te Domine clamabo.      |
| f66r | Psalm 28 | Afferte Domino.            |
| f67r | Psalm 29 | Exaltabo te Domine.        |
| f68r | Psalm 30 | In te Domine speraui.      |
| f70v | Psalm 31 | Beati quorum remisse.      |
| f71v | Psalm 32 | Exultate iusti.            |
| f73v | Psalm 33 | Benedicam Dominum in omni. |
| f75r | Psalm 34 | Iudica Domine nocentes me. |
| f78r | Psalm 35 | Dixit iniustus             |
| f79r | Psalm 36 | Noli emulari.              |
| f82v | Psalm 37 | Domine ne in furore.       |

f85r: Psalter deel 3: Ingeleid met een miniatuur van 17 lijnen hoog. De miniatuur toont koning David, wijzend op zijn mond ter illustratie van de psalmtekst van psalm 38: “Ik heb gezegd …”. De tekst van de psalm begint met een initiaal van 4 lijnen hoog. Deze sectie bevat de psalmen 38 - 51.
Voor inhoudslijst zie de onderstaande tabel.
| Fol.  | Nr.      | Incipit                      |
| ----- | -------- | ---------------------------- |
| f85r  | Psalm 38 | Dixi custodiam.              |
| f86v  | Psalm 39 | Expectans expectaui.         |
| f89r  | Psalm 40 | Beatus (vir) qui intelligit. |
| f90r  | Psalm 41 | Quem admodum desiderat.      |
| f91v  | Psalm 42 | Iudica me Deus.              |
| f92r  | Psalm 43 | Deus auribus nostris.        |
| f94v  | Psalm 44 | Eructauit.                   |
| f96v  | Psalm 45 | Deus noster refugium.        |
| f97v  | Psalm 46 | Omnes gentes.                |
| f98r  | Psalm 47 | Magnus Dominus               |
| f99v  | Psalm 48 | Audite haec omnes gentes.    |
| f101r | Psalm 49 | Deus Deorum.                 |
| f103r | Psalm 50 | Miserere mei Deus.           |
| f104v | Psalm 51 | Quid gloriaris.              |

f106r: Psalter deel 4: Ingeleid met een miniatuur van 18 lijnen hoog. De miniatuur is algemeen bekend als “le fou” (de gek). Ook hier is de afbeelding gekozen als letterlijke illustratie van de psalmtekst van psalm 52: “De onwijze heeft gezegd …”. De tekst van de psalm begint met een initiaal van 4 lijnen hoog. Deze sectie bevat de psalmen 52 - 67.
Voor inhoudslijst zie de onderstaande tabel.
| Fol.  | Nr.      | Incipit                     |
| ----- | -------- | --------------------------- |
| f106r | Psalm 52 | Dixit Insipiens.            |
| f107r | Psalm 53 | Deus in nomine tuo.         |
| f107v | Psalm 54 | Exaudi deus orationem.      |
| f109v | Psalm 55 | Miserere mei Deus quoniam.  |
| f111r | Psalm 56 | Miserere mei Deus miserere. |
| f112r | Psalm 57 | Si vere vtique iustitiam.   |
| f113r | Psalm 58 | Eripe me de inimicis.       |
| f114v | Psalm 59 | Deus reppulisti nos.        |
| f115v | Psalm 60 | Exaudi Deus depreationem.   |
| f116v | Psalm 61 | Nonne Deo subiecta.         |
| f117v | Psalm 62 | Deus Deus meus              |
| f118v | Psalm 63 | Exaudi Deus orationem.      |
| f119v | Psalm 64 | Te decet hymnus             |
| f120v | Psalm 65 | Iubilate Deo omnis terra.   |
| f122v | Psalm 66 | Deus misereatur.            |
| f123r | Psalm 67 | Exurgat Deus.               |

f127r: Psalter deel 5: Ingeleid met een miniatuur van 16 lijnen hoog. De miniatuur toont koning David die gered wordt uit het water. Ook hier is de afbeelding gekozen als letterlijke illustratie van de psalmtekst van psalm 68 waarin de psalmist vraagt aan God om hem te redden uit de diepten der zee. De tekst van de psalm begint met een initiaal van 4 lijnen hoog. Deze sectie bevat de psalmen 68 - 79.
Voor inhoudslijst zie de onderstaande tabel.
| Fol.  | Nr.      | Incipit                          |
| ----- | -------- | -------------------------------- |
| f127r | Psalm 68 | Saluum me fac Deus.              |
| f130v | Psalm 69 | Deus in adiutorium meum intende. |
| f131r | Psalm 70 | In te Domine speraui.            |
| f133v | Psalm 71 | Deus iudicum.                    |
| f135r | Psalm 72 | Quam bonus Israel Deus.          |
| f137r | Psalm 73 | Vt quid Deus.                    |
| f139v | Psalm 74 | Confitebimur tibi.               |
| f140v | Psalm 75 | Notus in Iudea Deus.             |
| f141v | Psalm 76 | Voce mea.                        |
| f143r | Psalm 77 | Attendite popule meus.           |
| f149v | Psalm 78 | Deus venerunt gentes.            |
| f151r | Psalm 79 | Qui regis Israel.                |

f153r: Psalter deel 6: Ingeleid met een miniatuur van 17 lijnen hoog. De miniatuur toont koning David die aan het musiceren is. Ook hier is de afbeelding gekozen als letterlijke illustratie van de psalmtekst van psalm 80: “”Looft met vreugde de heer, zing vrolijk tot de God van Jacob”. De tekst van de psalm begint met een initiaal van 4 lijnen hoog. Deze sectie bevat de psalmen 80 - 96.
Voor inhoudslijst zie de onderstaande tabel.
| Fol.  | Nr.      | Incipit                   |
| ----- | -------- | ------------------------- |
| f153r | Psalm 80 | Exultate Deo.             |
| f154v | Psalm 81 | Deus stetit in Sinagoga.  |
| f155r | Psalm 82 | Deus quis similis erit.   |
| f156v | Psalm 83 | Quam dilecta tabernacula. |
| f157v | Psalm 84 | Benedixisti Domine        |
| f158v | Psalm 85 | Inclina Domine aurem tuam |
| f160v | Psalm 86 | Fundamenta eius.          |
| f161r | Psalm 87 | Domine Deus salutis.      |
| f162v | Psalm 88 | Misericordias Domini.     |
| f167r | Psalm 89 | Domine refugium.          |
| f168v | Psalm 90 | Qui habitat.              |
| f170r | Psalm 91 | Bonum est confiteri.      |
| f171r | Psalm 92 | Dominus regnauit.         |
| f171v | Psalm 93 | Deus vlcionum.            |
| f173v | Psalm 94 | Venite exultemus.         |
| f174v | Psalm 95 | Cantate Domino canticum.  |
| f175v | Psalm 96 | Dominus regnauit exultet. |

f177r: Psalter deel 7: Ingeleid met een miniatuur van 17 lijnen hoog. De miniatuur drie zangers voor een lessenaar die zingen tot God in de hemel die afgebeeld is in de rechterbovenhoek. De miniatuur illustreert de tekst van psalm 97: “Zingt een nieuw lied voor God de Heer”. De tekst van de psalm begint met een initiaal van 4 lijnen hoog. Deze sectie bevat de psalmen 97 - 108.
Voor inhoudslijst zie de onderstaande tabel.
| Fol.  | Nr.       | Incipit                       |
| ----- | --------- | ----------------------------- |
| f177r | Psalm 97  | Cantate Domino canticum.      |
| f178r | Psalm 98  | Dominus regnauit irascan.     |
| f179r | Psalm 99  | Iubilate Deo.                 |
| f179r | Psalm 100 | Misercordiam et iudicium.     |
| f180r | Psalm 101 | Domine exaudi orationem.      |
| f182v | Psalm 102 | Benedic anima mea.            |
| f184r | Psalm 103 | Benedic anima mea.            |
| f187r | Psalm 104 | Confitemini Domino, et inuoc. |
| f190r | Psalm 105 | Confitemini Domino.           |
| f193v | Psalm 106 | Confitemini Domino            |
| f197r | Psalm 107 | Paratum cor meum.             |
| f198r | Psalm 108 | Deus laudem meam.             |

f201r: Psalter deel 8: Ingeleid met een miniatuur van 17 lijnen hoog. De miniatuur toont de Drie-eenheid met de Vader en de Zoon gezeten op een troon en de Heilige Geest in de vorm van een duif in het midden. De miniatuur illustreert de tekst van psalm 109: “Zingt een nieuw lied voor God de Heer”. De tekst van de psalm begint met een initiaal van 4 lijnen hoog. Deze sectie bevat de psalmen 109 - 150.
Voor inhoudslijst zie de onderstaande tabel.
| Fol.  | Nr.       | Incipit                       |
| ----- | --------- | ----------------------------- |
| f201r | Psalm 109 | Dixit Dominus Domino.         |
| f202r | Psalm 110 | Confitebor tibi Domine.       |
| f202v | Psalm 111 | Beatus vir qui timet.         |
| f203v | Psalm 112 | Laudate pueri.                |
| f204v | Psalm 113 | In exitu Israel de AEgypto.   |
| f205r | Psalm 114 | Dilexi quoniam exaudiet.      |
| f206v | Psalm 115 | Credidi propter quod.         |
| f207r | Psalm 116 | Laudate Dominum omnes gentes. |
| f207r | Psalm 117 | Confitemini Domino.           |
| f209r | Psalm 118 | Aleph. Beati immaculati.      |
| f209v | Psalm 118 | Beth. In quo corrigit.        |
| f210r | Psalm 118 | Gimel. Retribue.              |
| f210v | Psalm 118 | Daleth. Adhesit.              |
| f211r | Psalm 118 | He. Legem pone.               |
| f212r | Psalm 118 | Vau. Et veniat.               |
| f212v | Psalm 118 | Zain. Memor esto.             |
| f213r | Psalm 118 | Heth. Portio mea.             |
| f213v | Psalm 118 | Teth. Bonitatem.              |
| f214r | Psalm 118 | Iod. Manus.                   |
| f215r | Psalm 118 | Caph. Defecit.                |
| f215v | Psalm 118 | Lamed. Ineternum Domine.      |
| f216r | Psalm 118 | Mem. Quomodo.                 |
| f216v | Psalm 118 | Nun. Lucerna.                 |
| f217r | Psalm 118 | Samech. Iniquos odio.         |
| f217v | Psalm 118 | Ain. Feci iudicium.           |
| f218r | Psalm 118 | Phe. Mirabilia.               |
| f219r | Psalm 118 | Sade. Iustus es.              |
| f219v | Psalm 118 | Coph. Clamaui                 |
| f220r | Psalm 118 | Res. Vide humilitatem.        |
| f220v | Psalm 118 | Sin. Principes.               |
| f221v | Psalm 118 | Thau. Appropinquet.           |
| f222r | Psalm 119 | Ad Dominum cum tribularer     |
| f222v | Psalm 120 | Leuaui oculos meos.           |
| f223r | Psalm 121 | Letatus sum.                  |
| f224r | Psalm 122 | Ad te leuaui.                 |
| f224r | Psalm 123 | Nisi quia Dominus.            |
| f225r | Psalm 124 | Qui confidunt.                |
| f225v | Psalm 125 | In conuertendo.               |
| f226r | Psalm 126 | Nisi dominus aedificauerit.   |
| f226v | Psalm 127 | Beati omnes qui timent.       |
| f227r | Psalm 128 | Sepe expugnauerunt.           |
| f227v | Psalm 129 | De profundis                  |
| f228r | Psalm 130 | Domine non est exaltatum.     |
| f228v | Psalm 131 | Memento Domine.               |
| f230r | Psalm 132 | Ecce quam bonum.              |
| f230r | Psalm 133 | Ecce nunc benedicite.         |
| f230v | Psalm 134 | Laudate nomen Domini.         |
| f232r | Psalm 135 | Confitemini Domino.           |
| f233v | Psalm 136 | Super flumina.                |
| f234v | Psalm 137 | Confitebor.                   |
| f235r | Psalm 138 | Domine probasti.              |
| f237r | Psalm 139 | Eripe me Domine.              |
| f238v | Psalm 140 | Domine clamaui.               |
| f239v | Psalm 141 | Voce mea.                     |
| f240v | Psalm 142 | Domine exaudi.                |
| f241v | Psalm 143 | Benedictus dominus Deus.      |
| f243r | Psalm 144 | Exaltabo te Deus.             |
| f244v | Psalm 145 | Lauda anima mea etc.          |
| f245v | Psalm 146 | Laudate Dominum.              |
| f246v | Psalm 147 | Lauda Ierusalem.              |
| f247r | Psalm 148 | Laudate Dominum de.           |
| f248r | Psalm 149 | Cantate Dominum canticum.     |
| f249r | Psalm 150 | Laudate Dominum               |

### Kantieken
Het psalter wordt gevolgd door de kantieken die eveneens tijdens het koorgebed worden gezongen of gebeden. In het psalter van Jean de Berry ontbreken een aantal kantieken die normaal in elk psalter voorkomen namelijk de Simeonszang (Lucas 1:29-32) en het Magnificat (Lucas 1:46-55). De kantieken die wel opgenomen zijn in het handschrift zijn de kantieken die gezongen of gereciteerd worden tijdens de lauden van maandag tot zondag. De Zacharias-zang werd dagelijks bij de lauden gereciteerd en het Te Deum werd gezongen tijdens de metten op zon- en feestdagen en de Geloofsbelijdenis van Athanasius werd gelezen bij de priem op zondag.
De beginletter van de kantieken is telkens een initiaal van 3 lijnen hoog, maar er is geen miniatuur die de kantieken inleidt.
- f249v: Kantiek van Jesaja, Jesaja 12:1-6 Confitebor tibi domine qui iratus es …
- f250r: Kantiek van Hizkia, Jesaja 38:10-12: Ego dixi in dimidio … (geen grote initiaal)
- f251v: Kantiek van Hanna, 1 Samuel 2:1-10: Exultant cor meum in domino et exaltatum
- f252v: Kantiek van Mozes, Exodus 15:1-19: Cantemus domino gloriose …
- f254v: Kantiek van Habakuk, Habakuk 3:2-19 Domine auditum ….
- f257r: Kantiek van Mozes, Deuteronomium 32:1-44: Audite celi …
- f262r: Kantiek van de drie Hebreeuwen in de oven, Daniel 3:57-88: Benedicite omnia opera
- f263v: Kantiek van Zacharias, Lucas 1:68-79: Benedictus dominus deus Israel
- f264v: Te Deum laudamus
- f266r: Geloofsbelijdenis van Athanasius: Quicumque vult …

### Litanie
Het psalter wordt afgesloten met een Litanie van alle Heiligen. Begin- en eindgebed worden aangekondigd met een versierde initiaal van 3 lijnen hoog.
- f269v: Litanie: Kyrie leyson …
- f272r: Deus cui proprium est …

## Verluchting
De eerste psalm van elke groep van psalmen wordt aangekondigd door een grote miniatuur en de begininitiaal is versierd en 4 tot 6 lijnen hoog. Voor de andere psalmen hebben de verluchters zeer consequent versierde initialen van 3 lijnen hoog gebruikt. De versalen zijn één lijn hoog. Elke onvolledige lijn wordt opgevuld met een lijnvuller, een balkje versierd met geometrische motieven. De beginletter van de psalm loopt altijd uit in een staaf in de marge waaruit twijgjes en blaadjes ontspruiten. De folia die geen beginletter bevatten hebben ook geen margeversiering.
Het credo in het begin van het handschrift werd verlucht door André Beauneveu. Deze Vlaamse beeldhouwer had gewerkt voor de graaf van Vlaanderen, Lodewijk van Male, voor de koning Karel V van Frankrijk en vanaf 1386 voor diens broer hertog Jean de Berry. De miniaturen in het psalter van Jean de Berry zijn het enige werk (wat miniaturen betreft) dat wij van hem kennen De stijl duidt op zijn werk als beeldhouwer. De figuren zijn zeer plastisch voorgesteld en de miniatuur komt monumentaal over, het gebruik van het perspectief is eerder pover.
De tweede artiest die aan het handschrift meewerkte is gekend onder de noodnaam van Pseudo-Jacquemart. Dezelfde artiest was ook al betrokken bij het eerste getijdenboek
dat Jean de Berry bestelde: de Petites heures. Hij kreeg die noodnaam omdat zijn werk dikwijls moeilijk te onderscheiden was van het werk van Jacquemart de Hesdin, de derde kunstenaar die aan het psalter een bijdrage leverde.

## Weblinks
- Men kan het psalter doorbladeren op Gallica de digitale bibliotheek van de BnF

Albanus Psalter · Anglo-Catalaans psalter · Arundel psalter · Psalter van Blanche van Castilië · Cathach van Sint-Columba · Dagulf-psalter · Eadwine psalter · Fécamp psalter · Harley psalter · Hunter psalter · Ingeborgpsalter · Kopenhagen psalter · Leidse Psalter van Lodewijk de Heilige · Psalter van Jean de Berry · Psalter van Lodewijk de Duitser · Luttrell psalter · Macclesfield Psalter · Parijse Psalter van Lodewijk de Heilige · Melisende Psalter · Queen Mary Psalter · Tiberius Psalter · Utrechts Psalter · Wachtendonckse Psalmen